# Ménes-patak (Borsod-Abaúj-Zemplén vármegye)
A Ménes-patak Szögliget településen, Borsod-Abaúj-Zemplén vármegyében, mintegy 380 méteres tengerszint feletti magasságban ered. A patak forrásától kezdve délkeleti irányban halad, majd déli irányban folytatja útját Szögliget felé majd Perkupától északra éri el a Jósva patakot.
Főbb mellékvizeit a következő völgyekből kapja: Ménes-völgy, Lizina-völgy, Köpűs-völgy, Mocsolya-patak völgye, Zúgó-forrás völgye, Patkós-völgy, Bába-völgy, Acskó-völgy és a Kútfej-völgy. Főbb források, melyek a Ménes-patakot táplálják: Mogyorós-kút, Medve-kerti-forrás, Zúgó-forrás, Tetves-forrás.
A Ménes-patak vízgyűjtő területének nagysága különböző számítások alapján 30 és 34 négyzetkilométeres terület között változik.

## Élővilága

### Faunája
A patak alsó folyásán betelepített halfaj a sebes pisztráng (Salmo trutta m fario) és a szivárványos pisztráng (Onchorchychus mykiss).
A patakban védett, bizonyos esetekben veszélyeztetett természetvédelmi státuszú, olykor ritka tegzesfajok élnek, mint például a Rhyacophila fasciata, a Rhyacophila obliterata, a Hydropsyche bulbifera, a Hydropsyche pellucidula, a Hydropsyche saxonica, a Lype reducta, az Anabolia furcata, az Annitella obscurata, a Chaetopteryx fusca, a Halesus digitatus, a Halesus tesselatus.

## Part menti település
- Szögliget